# تيد كريشنر
تيد كريشنر (بالإنجليزية: Ted Kershner)‏ هو مدير فني أمريكي، ولد في 27 مايو 1938.